# Ludwig Polzer-Hoditz

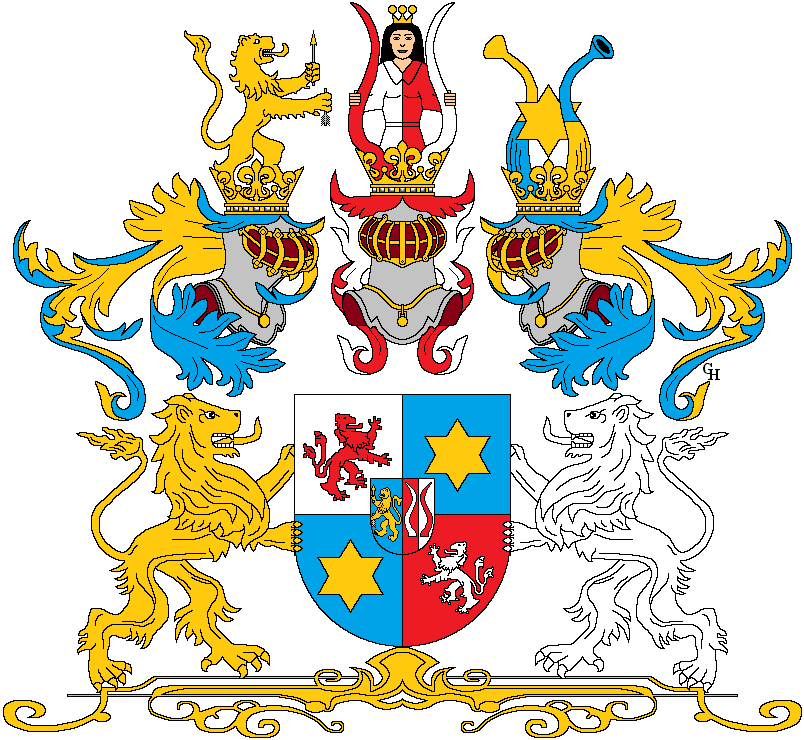
Wappen der Grafen Polzer-Hoditz und Wolframitz, 1917.

Ludwig Polzer-Hoditz (* 23. April 1869 in Prag als Ritter von Polzer; † 13. Oktober 1945 in Wien, von 1917 bis 1919 Graf von Polzer-Hoditz und Wolframitz) war ein österreichischer Offizier, Gutsbesitzer, Anthroposoph und Publizist.

## Leben
Ludwig Ritter von Polzer war der älteste Sohn des Offiziers Julius Ritter von Polzer (1834–1912) und der Reichsgräfin Maria Christine von Hoditz und Wolframitz (1847–1924), einer Nachfahrin des Reichsgrafen Albert Joseph von Hoditz. Arthur Ritter von Polzer (1870–1945) war sein Bruder.
Ludwig Ritter von Polzer wuchs in Wien, Pilsen und Graz auf. Ludwig kam nach dem Gymnasium mit 15 Jahren auf die Kavallerie-Kadetten-Oberrealschule in Mährisch Weißkirchen, die er 1888 als Jahrgangsbester abschloss. 1889 wurde er Leutnant, 1895 Reitlehrer für Offiziersschüler und Ordonnanzoffizier. Im September 1900 heiratete er Berta Baronin Kotz von Dobrz (1879–1945); sie bekamen zwei Söhne, Josef und Julius.
1902 zum Rittmeister ernannt, trat Ludwig Ritter von Polzer bald darauf aus gesundheitlichen Gründen in den Ruhestand. 1906 erwarb er das Schloss Tannbach bei Gutau in Oberösterreich. Auf Anregung seines Vaters, Mitglied der Theosophischen Gesellschaft, hörte er 1908 in Wien erstmals einen Vortrag Rudolf Steiners. 1911 wurde er mit seiner Frau auch Mitglied; später war er einer der engsten Schüler Steiners.
1917 wurde Ludwig Ritter von Polzer von Steiner als Erster neben Otto Lerchenfeld und Walter Johannes Stein über dessen Idee einer sozialen Dreigliederung orientiert. Er brachte sie durch seinen Bruder Arthur, damals Kabinettschef von Kaiser Karl I., an die cisleithanische k.k. Regierung heran.
In dieser Zeit richtete seine Mutter außerdem die Bitte an Kaiser Karl I., den Grafenstand der Familie Hoditz mit einem die Embleme der Familien der Ritter von Polzer und der Grafen von Hoditz und Wolframitz vereinigenden Wappen auf ihre Kinder übertragen zu dürfen. Nachdem das Ansuchen am 11. Oktober 1917 genehmigt worden war, stand auch Ludwig Ritter von Polzer fortan der Titel eines Grafen von Polzer-Hoditz und Wolframitz zu, den er freilich 1919 im Zuge der Aufhebung des Adels in Österreich wieder verlor.
1935 versuchte Ludwig Polzer-Hoditz die Spaltung der Anthroposophischen Gesellschaft zu verhindern; nachdem ihm das nicht gelungen war, trat er 1936 aus und wirkte bis zu seinem Tod als freier Publizist und Vortragsredner.

## Werke
- Betrachtungen während der Zeit des Krieges. Zentraldruckerei, Linz 1917
- Die Notwendigkeit der Erhaltung und Weiterentwicklung des deutschen Geisteslebens für die europäische Kultur. Manz, Wien 1919
- Politische Betrachtungen auf Grundlage der Dreigliederung des sozialen Organismus. Der kommende Tag, Stuttgart 1920
- Der Kampf gegen den Geist und das Testament Peters des Großen. Der kommende Tag, Stuttgart 1922
  - Neuausgabe (mit einem Vorwort von Renate Riemeck) als: Das Testament Peters des Großen. Der Kampf gegen den Geist. Verlag am Goetheanum, Dornach 1989, ISBN 3-7235-0542-2
- Die Mysterien der Mitte zwischen Ost und West. In: Guenther Wachsmuth (Hrsg.): Gäa Sophia, Band III, Stuttgart 1926
- Das Mysterium der europäischen Mitte. Eine welthistorische Schicksalsbetrachtung. Mit zwei Ausführungen Rudolf Steiners. Orient-Occident, Stuttgart 1928
- Erinnerungen an Rudolf Steiner. Hrsg. von Peter Tradowsky. Verlag am Goetheanum (Pioniere der Anthroposophie 3), Dornach 1985, ISBN 3-7235-0383-7
- Schicksalsbilder aus der Zeit meiner Geistesschülerschaft. Dreizehn szenische Bilder aus dem Nachlass, hrsg. v. Thomas Meyer. Perseus, Basel 2000, ISBN 3-907564-52-9.